# Іто Дан
Дан Іто (яп. 伊藤 壇; нар. 3 листопада 1975, Саппоро, Хоккайдо, Японія) — японський футболіст, півзахисник.

## Життєпис
У шкільні роки займався різними видами спорту, особливо активно хокеєм, і навіть викликався до національних збірних. Але до 15-річного віку перестав займатися хокеєм, оскільки, за власними словами, йому набридло постійно перемагати й зосередився на футболі. Був шанувальником японської манги «Капітан Цубаса».
На юніорському рівні виступав за команди старшої школи Ноборібецу та університету Сендай. У 1998 році приєднався до дорослої команди «Вегалта Сендай», у якій провів два сезони у третьому та другому дивізіонах, потім протягом року грав за аматорську команду «Саппоро Шукюн-Дан».
У 2001 запропонував свої послуги сінгапурському клубу «Вудлендс Веллінгтон» та підписав річний контракт. Потім на запрошення товариша по Веллінгтону австралійця Ерні Тапея перейшов до клубу австралійської регіональної ліги Вестгейт. Після цього поставив собі завдання зіграти щонайменше в десяти різних азійських країнах і сам зв'язувався з президентами та тренерами різних клубів, пропонуючи свої послуги.
У 2004 році у Гонконгу виступав за збірну клубів місцевої ліги та брав участь у матчах зі збірними європейських країн. Виступаючи в Малайзії, отримав прізвисько «Містер Цунамі». У Брунеї виступав упродовж трьох років і ставав чемпіоном країни. Під час виступу в Непалі піднімався на гору Аннапурна, десяту за висотою вершину у світі. У Монголії у 2013 році також став чемпіоном країни.
Загалом за кар'єру зіграв у чемпіонатах 21-ї країни та перевершив колишнього рекордсмена Луца Фанненштиля. Тривалий час не оголошував публічно про свій рекорд, оскільки побоювався, що Фанненштиль відновить кар'єру та поверне рекорд собі.

## Клубна статистика виступів
| Сезон   | Клуб              | Ліга           | Джей-ліга | Джей-ліга | Кубок Джей-ліги | Кубок Джей-ліги | Загалом | Загалом |
| Сезон   | Клуб              | Ліга           | Матчі     | Голи      | Матчі           | Голи            | Матчі   | Голи    |
| ------- | ----------------- | -------------- | --------- | --------- | --------------- | --------------- | ------- | ------- |
| 1998    | «Бруммелл Сендай» | Футбольна ліга | 23        | 2         | 4               | 0               | 27      | 2       |
| 1999    | «Вегалта Сендай»  | Джей-ліга 2    | 7         | 0         | 2               | 0               | 9       | 0       |
| Загалом | Загалом           | Загалом        | 30        | 2         | 6               | 0               | 36      | 2       |